# Collegiata di San Vittore il Moro
La Collegiata di San Vittore il Moro o Collegiata di San Vittore Martire, è un edificio religioso situato a Brezzo di Bedero, in provincia di Varese ed arcidiocesi di Milano; fa parte del decanato di Luino.

## Storia e descrizione
Il ritrovamento di una lapide tombale lascia intendere che il luogo fosse utilizzato per scopi religiosi già dal V-VI secolo.
Chiamato anche Canonica, l'attuale edificio religioso risale alla prima metà del XII secolo, più precisamente al 1165 ad opera di San Galdino,  edificata sui resti di un edificio paleocristiano. Nel 1137, anno in cui Robaldo di Milano ne ordinò la riedificazione, la chiesa venne citata come sede della pieve della Travaglia,  a seguito del trasferimento dalla vicina Santa Maria Assunta di Domo.
La torre campanaria, inserita in facciata nella navata meridionale,  è successiva e venne completata nel 1619.
L'edificio a tre navate venne edificato in stile romanico, ma la facciata subì un rimaneggiamento nel 1876 ed è suddivisa da lesene e colonnine in cemento. In occasione dello stesso intervento vennero costruite la parte superiore dell'edificio e la cappella battesimale nella navata sinistra. 
Le ampie finestre rettangolari cinquecentesche sui fianchi sostituiscono le originarie monofore con la strombatura esterna, due delle quali sono conservate sul fondo del lato meridionale. Le tre absidi, che alla base dispongono di un profilo attico in tufo,  conservano invece lo stile originario, decorato con archetti pensili e lesene semicircolari terminanti in capitelli scolpiti. 

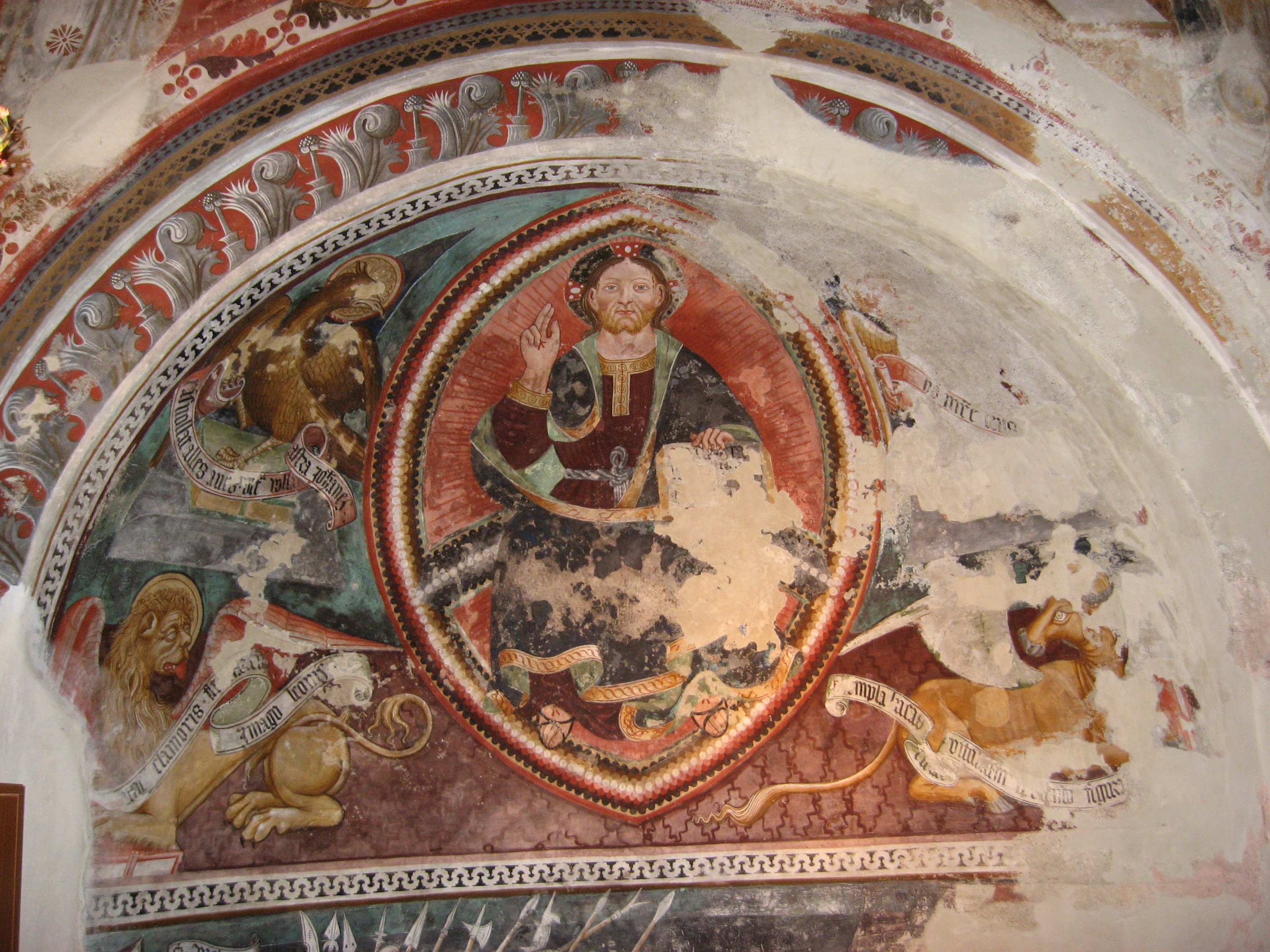
Majestas Domini, Catino absidale

### Interno
L'interno è a tre navate con muratura grezza e spogli pilastri, il soffitto nella navata centrale è a capriate lignee, ripristinato dal restauro ottocentesco abbattendo le volte cinquecentesche, ancora presenti nelle due navatelle laterali. Nei secoli il pavimento è stato rialzato e la cripta sotto il presbiterio, testimoniata durante la visita di Carlo Borromeo nel '500, è stata murata.
Resti del pulpito romanico appesi alle pareti raffigurano il tetramorfo (i simboli dei quattro evangelisti).
I catini absidali sono rivestiti da resti di affreschi di epoca rinascimentale. Tra questi si riconoscono un Cristo Pantocratore e una Teoria degli Apostoli. Altri affreschi si trovano nell'arco trionfale (una Crocifissione) e in sacrestia (una Cattura di San Vittore e un'Annunciazione).
Nell'abside centrale trova posto un coro con stalli in legno del XV secolo. Più recente è l'organo, rifatto nel 1871 da Giovanni Mentasti.